# Ryō Aono
Ryō Aono (in giapponese 青野 令, Aono Ryō?; Matsuyama, 15 maggio 1990) è un ex snowboarder giapponese.

## Biografia
Specialista dell'halfpipe,  ha esordito in Coppa del Mondo di snowboard il 26 febbraio 2005 a Sungwoo, in Corea del Sud.

## Palmarès

### Mondiali
- 1 medaglia:
  - 1 oro (snowboard cross a Gangwon 2009)

### Universiadi
- 1 medaglia:
  - 1 oro (snowboard cross a Erzurum 2011)

### Coppa del Mondo
- Vincitore della Coppa del Mondo generale di freestyle nel 2016
- Vincitore della Coppa del Mondo di halfpipe nel 2007, nel 2009 e nel 2016
- 18 podi:
  - 12 vittorie
  - 6 secondi posti

#### Coppa del Mondo - vittorie
| Data              | Luogo            | Paese         | Disciplina |
| ----------------- | ---------------- | ------------- | ---------- |
| 18 febbraio 2007  | Furano           | Giappone      | HP         |
| 2 marzo 2007      | Calgary          | Canada        | HP         |
| 3 marzo 2007      | Calgary          | Canada        | HP         |
| 1º settembre 2007 | Cardrona         | Nuova Zelanda | HP         |
| 16 febbraio 2008  | Sungwoo          | Corea del Sud | HP         |
| 14 gennaio 2009   | Gujō             | Giappone      | HP         |
| 18 febbraio 2011  | Stoneham         | Canada        | HP         |
| 26 febbraio 2011  | Calgary          | Canada        | HP         |
| 26 agosto 2012    | Cardrona         | Nuova Zelanda | HP         |
| 18 gennaio 2014   | Stoneham         | Canada        | HP         |
| 24 gennaio 2016   | Mammoth Mountain | Stati Uniti   | HP         |
| 14 febbraio 2016  | Sapporo          | Giappone      | HP         |

Legenda:

HP = Halfpipe